# Béla Bodonyi
Béla Bodonyi, né le 14 décembre 1956 à Jászdózsa, en Hongrie, est un joueur international et entraîneur de football hongrois. 
Il a participé à la Coupe du monde 1982 en Espagne. Il a gagné plusieurs titres de champion de Hongrie avec le Budapest Honvéd. Arrivé en Suisse en 1988, il a joué pour plusieurs clubs du canton de Fribourg et de la Broye, dont le FC Bulle et le FC Fribourg.

## Carrière
Béla Bodonyi naît le 14 décembre 1956 à Jászdózsa, en Hongrie. Il commence sa carrière de footballeur en 1974 avec le Debrecen VSC. En 1976, il est transféré au Budapest Honvéd, avec qui il joue jusqu’en 1988 et devient cinq fois champion de Hongrie. En 1982, il est sélectionné pour participer à la Coupe du monde, mais il ne joue aucun match à cause d’une blessure à la cheville. Quatre ans plus tard, il manque la Coupe du monde de football de 1986 à cause d’une nouvelle blessure. Entre 1979 et 1985, il compte 27 sélections avec la Hongrie et a marqué cinq buts.
En 1988, il rejoint la Suisse et le FC Bulle, qui milite alors en Ligue nationale B, alors que les Kickers Offenbach lui proposaient une offre plus importante. En 1992, il fête la promotion en Ligue nationale A. Après la relégation l’année suivante, il est remercié par les dirigeants bullois qui le juge trop vieux et rejoint le FC Fribourg. Il revient à Bouleyres en 1994 et joue une saison en première ligue (troisième division). Il quitte à nouveau le club bullois pour rejoindre, en tant qu’entraîneur-joueur, le FC La Tour/Le Pâquier, qui évolue alors en troisième ligue (cinquième division). Il fête une promotion en deuxième ligue avant de revenir une dernière fois à Bulle, pour la saison 1999-2000. Il part ensuite au Stade Payerne, où il occupe à nouveau un poste d’entraîneur-joueur où il succède à Jean-Claude Waeber. Il quitte le club payernois après une seule saison.
En 2011, il devient l’entraîneur du FC Bulle, en première ligue, mais quitte son poste en février 2012, à cause de problèmes professionnels.

## Palmarès
- Champion de Hongrie en 1980, 1984, 1985, 1986 et 1988 avec le Budapest Honvéd
- Promotion en Ligue nationale A en 1992 avec le FC Bulle

### Buts en équipe nationale
|    | Date              | Lieu                                            | Adversaire       | Score | Résultat | Compétition  |
| 1. | 24 septembre 1980 | Népstadion, Budapest (Hongrie)                  | Espagne          | 2-0   | 2-2      | Match amical |
| 2. | 8 octobre 1980    | Stade du Prater, Vienne (Autriche)              | Autriche         | 1-2   | 1-3      | Match amical |
| 3. | 15 mai 1981       | Stade Luis Casanova, Valence (Espagne)          | Espagne          | 2-0   | 3-0      | Match amical |
| 4. | 11 février 1982   | Mount Smart Stadium, Auckland, Nouvelle-Zélande | Nouvelle-Zélande | 2-1   | 2-1      | Match amical |
| 5. | 4 avril 1984      | Stade BJK İnönü, Istanbul (Turquie)             | Turquie          | 5-0   | 6-0      | Match amical |
| 6. | 22 août 1984      | Népstadion, Budapest (Hongrie)                  | Suisse           | 3-0   | 3-0      | Match amical |